# Capo Buor-Chaja
Capo Buor-Chaja (in russo мыс Буор-Хая) è l'estrema punta settentrionale del promontorio omonimo che si protende nel mare di Laptev. Si trova nel territorio della repubblica autonoma russa della Sacha-Jacuzia. Il suo nome viene dalla lingua jakuta e significa "montagna di terra".
Il promontorio si trova tra il golfo di Buor-Chaja a ovest e il golfo della Jana a est. Sul lato orientale di capo Buor-Chaja vi è una lunga lingua di terra semisommersa nota come Coda Buor-Chaja (коса Буор-Хая). Il mare circostante è congelato per circa nove mesi all'anno. Vi è un faro di segnalazione alto 11 m.